# Грицик (рід)
Грицик (Limosa) — рід сивкоподібних птахів родини баранцевих (Scolopacidae). Є чотири види, з яких два розмножуються в Євразії, а два — в Північній Америці.

## Назва
Наукова назва роду Limosa походить з латинської мови і означає «каламутний», від limus — «болото». Українська народна назва «грицик», очевидно, є результатом перенесення власного імені Гри́цик, зменшувальної форми від Григорій, переосмисленого як наслідування характерного крику цього птаха.

## Опис
Грицики схожі на кульона (Numenius), від якого їх відрізняє головним чином прямий або злегка загнутий догори дзьоб, і на неголя (Limnodromus), однак, має коротші ноги.

## Види
- Грицик малий, Limosa lapponica
- Грицик великий, Limosa limosa
- Грицик канадський, Limosa haemastica
- Грицик чорнохвостий, Limosa fedoa